# Гродно (Лодзинське воєводство)
Гродно (пол. Grodno) — село в Польщі, у гміні Нові Острови Кутновського повіту Лодзинського воєводства.
Населення — 204 особи (2011).
У 1975-1998 роках село належало до Плоцького воєводства.

## Демографія
Демографічна структура станом на 31 березня 2011 року:
|          | Загалом | Допрацездатний вік | Працездатний вік | Постпрацездатний вік |
| -------- | ------- | ------------------ | ---------------- | -------------------- |
| Чоловіки | 108     | 24                 | 75               | 9                    |
| Жінки    | 96      | 14                 | 57               | 25                   |
| Разом    | 204     | 38                 | 132              | 34                   |